# Janet Boyman
Janet Boyman (?-Edimburgo, 29 de diciembre de 1572), también conocida como Jonet Boyman o Janet Bowman, fue una mujer escocesa acusada de brujería. Fue juzgada y ejecutada en 1572 aunque el caso contra ella se inició en 1570. Su acusación ha sido descrita por estudiosos modernos, como Lizanne Henderson, como el registro más antiguo y completo de la brujería y la creencia en las hadas en Escocia.

## Acusaciones de brujería
Janet Boyman vivía en el Cowgate, Edimburgo, y se decía que era de Ayrshire. Estaba casada con William Steill. En la Escocia moderna temprana, las mujeres casadas no cambiaban sus apellidos.
Se la acusó de haber predicho la muerte del regente Moray, asesinado en enero de 1570, y su acusación fue la primera que se hizo en relación con una conspiración política.
Contó a sus interrogadores que entró en contacto con el mundo sobrenatural en un pozo situado en el lado sur de Arthur's Seat, una colina cercana a Edimburgo. Allí conjuraba espíritus que la ayudaban a curar a otras personas. A veces realizaba las curaciones lavando la camisa de los pacientes en el pozo de St Leonards.

Fue condenada como:
Una mujer díscola que podría curar diversas sequedades y problemas que se presentan con hombres y mujeres hadas. Una mujer sabia que podía curar diversas enfermedades y a niños arrebatados por hombres y mujeres hadas. 
Jonet Boyman fue ejecutada el 29 de diciembre de 1572.